# Lumsden (Écosse)
Pour les articles homonymes, voir Lumsden.
Lumsden est un village du Aberdeenshire en Écosse.

## Géographie
Il est situé à 11,7 km au nord-ouest d'Alford à proximité du fleuve Don.

## Personnalité
- John Cameron (1886-1953), athlète, y est né.